# Ulf Hall
Ulf Hall, född 21 februari 1964 i Stockholm, är kommunikationsexpert, författare och journalist.[källa behövs]
Ulf Hall var en av fyra delägare när kommunikationsbyrån Journalistgruppen AB bildades 1989 (numera JG Communication). Från 1991 arbetade han i ledande befattningar inom det amerikanska IT-företaget Unisys och det franska IT-företaget Groupe Bull, bland annat som kommunikationsdirektör och försäljningschef.[källa behövs]
Mellan 1997 och 2002 var han kommunikationsdirektör vid Ericssons division för fast telefoni, Division Multi-Service Networks, som under dessa år genomgick en total omstrukturering som vände storförlust till miljardvinst. Arbetet dokumenterades i boken Hjältarna på Telefonplan som belönades med Svenska publishingpriset år 2002 i klassen Bästa lärobok.[källa behövs]
Sedan 2007 är Ulf Hall kommunikationsdirektör vid Stiftelsen för kunskaps- och kompetensutveckling (KK-stiftelsen).
Ulf Hall har skrivit böckerna  Hjältarna på Telefonplan , 2002 (med Anders Lugn),  Ledstjärnor – 57 kvinnor om ledarskap , 2004 och  SKFs själ , 2007.